# كريس ماسترز (صحفي)
كريس ماسترز (بالإنجليزية: Chris Masters) هو صحفي أسترالي، ولد في 4 ديسمبر 1948.